# Ligne Obolonsko-Teremkivska
La ligne Obolonsko-Teremkivska (en ukrainien : Оболонсько-Теремківська лінія), ou ligne M2, du métro de Kiev est mise en service de 1976 à 2013. Année ou elle dispose de 18 stations pour 20,9 km.

## Histoire
La première section de la ligne M2 est mise en service la 17 décembre 1976, avec l'ouverture à l'exploitation des 2,3 km de Maïdan Nezajelnosti à Kontraktova ploscha, via Poshtova ploscha.
Lors des années 1980 on procède à plusieurs prolongement : 4,4 km, de Kontraktova ploscha à Obolon, le 19 décembre 1980 ; 2,1 km, de Maïdan Nezajelnosti à Olimpiiska, le 19 décembre 1981 ; 2,2 km, de Obolon au terminus nord Heroïv Dnipra, le 6 novembre 1982 ; 2,3 km, de Olimpiiska à Lybidska, le 30 décembre 1984. la relation avec la ligne M1, via les stations Maïdan Nezajelnosti et Krechiatik est ouverte en 1986, le dépôt d'Obolon est opérationnel en 1988 et la relation avec la ligne M3, via les stations Ploshcha Lva Tolstoho et Palats sportou en 1989.
La poursuite des prolongements a lieu dans les années 2010 : 3,8 km, de Lybidska à Vassylkivska, le 15 décembre 2010 ; 1,5 km, de Vassylkivska à Vystavkovyi tsentr, le 27 décembre 2011 ; 1 km, de Vystavkovyi tsentr à Ipodrom, le 25 octobre 2012 ; et 1,5 km, de Ipodrom  à Teremky, le 6 novembre 2013.

## Caractéristiques

### Ligne
La ligne Obolonsko-Teremkivska, circule uniquement sur la rive droite du Dniepr et permet de joindre les quartiers nord aux quartiers sud tout en passant par le centre-ville. 

### Stations
Du nord au sud, la ligne dispose de 18 stations. :
|  |   |  | Station               | Ville et raïon desservis    | Correspondances               |
|  | - |  | --------------------- | --------------------------- | ----------------------------- |
|  | o |  | Heroïv Dnipra         | Kiev (Obolon)               |                               |
|  | • |  | Minska                | Kiev (Obolon)               |                               |
|  | • |  | Obolon                | Kiev (Obolon)               |                               |
|  | • |  | Pochaina              | Kiev (Obolon)               |                               |
|  | • |  | Tarasa Chevtchenka    | Kiev (Podil)                |                               |
|  | • |  | Kontraktova ploscha   | Kiev (Podil)                |                               |
|  | • |  | Poshtova ploscha      | Kiev (Podil)                |                               |
|  | o |  | Maïdan Nezajelnosti   | Kiev (Podil)                | via la station Krechiatik     |
|  | o |  | Ploshcha Lva Tolstoho | Kiev (Podil)                | via la station Palats sportou |
|  | • |  | Olimpiiska            | Kiev (Petchersk/Holossiïv)  |                               |
|  | • |  | Palats « Oukraïna »   | Kiev (Petchersk/Holossiïv ) |                               |
|  | • |  | Lybidska              | Kiev (Holossiïv/Petchersk)  |                               |
|  | • |  | Demiïvska             | Kiev (Holossiïv)            |                               |
|  | • |  | Holossiïvska          | Kiev (Holossiïv)            |                               |
|  | • |  | Vassylkivska          | Kiev (Holossiïv)            |                               |
|  | • |  | Vystavkovyi tsentr    | Kiev (Holossiïv)            |                               |
|  | • |  | Ipodrom               | Kiev (Holossiïv)            |                               |
|  | o |  | Teremky               | Kiev (Holossiïv)            |                               |

## Exploitation
Le service est perturbé ou arrêté suivant l'évolution de la situation depuis l'invasion de l'Ukraine par la Russie en 2022. En temps ordinaire et heure de pointe, la cadence maximale sur la ligne pouvait atteindre 40 services par heure, c'est-à-dire une minute et demie entre le passage de chaque rame.